# Mongoliets president
Mongoliets president (mongoliska: Монгол Улсын Ерөнхийлөгч, Mongol Ulsyn Jerönchnijlögtj) är landets verkställande statschef. Sedan den 25 juni 2021 är Uchnaagijn Chürelsüch president. Enligt 1992 års konstitution är presidenten "statschef och förkroppsligandet av folkets enighet". Därför måste den tillträdande presidenten avsluta sitt partimedlemskap innan installationen.

## Lista över presidenter
| # | #   | Namn                                                     | Porträtt | Ämbetstid                       | Tillhörighet |
| - | --- | -------------------------------------------------------- | -------- | ------------------------------- | ------------ |
| 1 |     | Punsalmaagijn Otjirbat Пунсалмаагийн Очирбат (1942-2025) |          | 3 september 1990 – 20 juni 1997 | MFRP         |
| 1 | MSP | Punsalmaagijn Otjirbat Пунсалмаагийн Очирбат (1942-2025) |          | 3 september 1990 – 20 juni 1997 |              |
| 2 |     | Natsagijn Bagabandi Нацагийн Багабанди (född 1950)       |          | 20 juni 1997 – 24 juni 2005     | MFRP         |
| 3 |     | Nambaryn Enchbajar Намбарын Энхбаяр (född 1958)          |          | 24 juni 2005 – 18 juni 2009     | MFRP         |
| 4 |     | Tsachiagijn Elbegdordzj Цахиагийн Элбэгдорж (född 1963)  |          | 24 juni 2005 – 18 juni 2009     | DP           |
| 5 |     | Chaltmaagijn Battulga Халтмаагийн Баттулга (född 1963)   |          | 10 juli 2017 – 25 juni 2021     | DP           |
| 6 |     | Uchnaagijn Chürelsüch Ухнаагийн Хүрэлсүх (född 1968)     |          | 25 juni 2021 – idag             | MFRP         |